# کوه پیکو
کوه پیکو (به پرتغالی: Montanha do Pico) یک کوه و ذخیره‌گاه طبیعی در پرتغال است که در آزور واقع شده‌است. کوه پیکو ۲٬۳۵۱ متر بالاتر از سطح دریا واقع شده‌است.